# Chauncey Wright

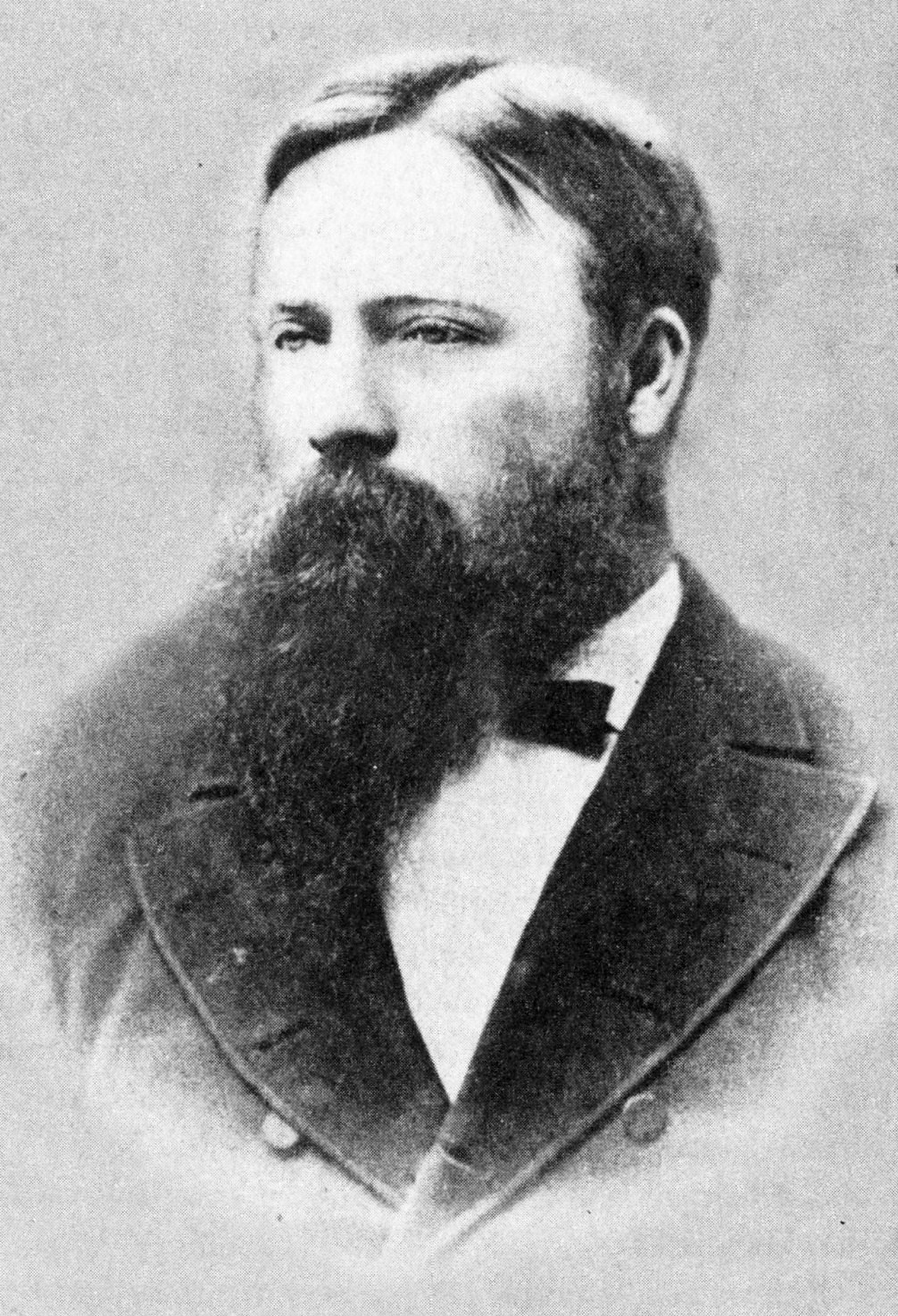
Chauncey Wright

Chauncey Wright (Northampton, Massachusetts, 10 september 1830 – Cambridge, Massachusetts, 12 september 1875) was een Amerikaans filosoof en wiskundige.
Wright studeerde af aan Harvard. Oorspronkelijk maakte hij naam met artikelen op het gebied van de wiskunde en fysica, die verschenen in de Mathematical Monthly. Al snel echter verschoof zijn belangstelling naar de metafysica en psychologie. Ook schreef hij voor de North American Review en later de Nation filosofische essays rond J.S. Mill, Charles Darwin en Herbert Spencer.
In 1872 was Wright mede verantwoordelijk voor het stichten van The Metaphysical Club, waarin hij samen zat met andere intellectuelen van Harvard, zoals William James en C.S. Peirce. Zijn visies op onder andere het darwinisme speelde een significante rol in het sturen van de ideeën in deze groep, en dus ook op de stroming van het pragmatisme, een stroming grotendeels gesticht door Peirce en James.